# Saint-François-Xavier
Saint-François-Xavier – stacja linii nr 13 metra  w Paryżu. Stacja znajduje się w 7. dzielnicy Paryża. Została otwarta 9 listopada 1976.